# Comuna Soșe-Ostrivske, Velîka Mîhailivka
Soșe-Ostrivske (în ucraineană Соше-Острівське) este o comună în raionul Velîka Mîhailivka, regiunea Odesa, Ucraina, formată din satele Cuciurgan și Soșe-Ostrivske (reședința).

## Demografie
Componența lingvistică a comunei Soșe-Ostrivske
     Ucraineană (91,07%)
     Română (3,98%)
     Rusă (1,92%)
     Alte limbi (0,55%)
Conform recensământului din 2001, majoritatea populației comunei Soșe-Ostrivske era vorbitoare de ucraineană (91,07%), existând în minoritate și vorbitori de română (3,98%) și rusă (1,92%).